# Hot Rats
Hot Rats és el vuitè album de Frank Zappa i el segon que produeix en solitari, sent el primer Lumpy Gravy. Va ser gravat després de la dissolució dels Mothers of Invention originals. L'únic membre dels Mothers que apareix en aquest album és el multiinstrumentista Ian Underwood.

## Llista de cançons
Totes les cançons foren escrites i compostes per Frank Zappa. 
| 1.            | «Peaches en Regalia»     | 3:38               |
| 2.            | «Willie the Pimp»        | 9:21               |
| 3.            | «Son of Mr. Green Genes» | 8:58               |
| Durada total: | Durada total:            | Plantilla:Duration |

| 4.            | «Little Umbrellas»     | 3:06               |
| 5.            | «The Gumbo Variations» | 12:53              |
| 6.            | «It Must Be a Camel»   | 5:15               |
| Durada total: | Durada total:          | Plantilla:Duration |

| 1.            | «Peaches en Regalia»     | 3:37  |
| 2.            | «Willie the Pimp»        | 9:16  |
| 3.            | «Son of Mr. Green Genes» | 8:58  |
| 4.            | «Little Umbrellas»       | 3:04  |
| 5.            | «The Gumbo Variations»   | 16:55 |
| 6.            | «It Must Be a Camel»     | 5:15  |
| Durada total: | Durada total:            | 47:05 |

## Músics
- Frank Zappa - guitarra, baix i percussió.
- Ian Underwood - piano, orgue, clarinet, saxofon i flauta.
- Captain Beefheart - veu a Willie The Pimp.
- Jean-Luc Ponty - violí a It Must Be A Camel.
- Don "Sugarcane" Harris - violí a Willie The Pimp i The Gumbo Variations.
- John Guerin - batería a Willie The Pimp, Little Umbrellas i It Must Be A Camel.
- Ralph Humphrey - batería a Son of Mr. Green Genes i The Gumbo Variations.
- Ron Selico - batería a Peaches En Regalia.
- Max Bennett - baix a Willie The Pimp, Son of Mr. Green Genes, Little Umbrellas, The Gumbo Variations i It Must Be A Camel.
- Shuggy Otis - baix a Peaches en Regalia.